# Blouwes
Die Blouwes sind ein Clan der Nama in Namibia. Sie haben ihren Sitz in Berseba und bilden einen Zusammenschluss der !Kharo-ǃOa (Keetmanshoop-Nama) und ǁKhawobenKlicklaut. Sie werden von einem Kaptein als traditionellem Führer der traditionellen Verwaltung geleitet. Die Position ist seit dem Jahr 2012 vakant, wird aber kommissarisch von Johannes Benjamin Koopman besetzt, dessen Anerkennung weiterhin (Stand 2018) umstritten ist.
Teile der ǁKhawoben versuchen seit mindestens 2009 sich von den !Kharo-ǃOa zu lösen und eine eigene Anerkennung zu erhalten.